# Delårsrapport (företagsekonomi)
Delårsrapport, en sammanställning av ett företags eller förenings räkenskaper för en period som inte motsvarar ett helt räkenskapsår. En delårsrapport är i de flesta fall en förenklad resultaträkning och är av mindre omfattning än en årsredovisning.
Vanligt i större företag är att presentera delårsrapporter efter varje kvartal (kvartalsrapport) eller tertial.